# Hjalmar Saxtorph
Hjalmar Christen Saxtorph (Vorgod, 19 aprile 1883 – Copenaghen, 24 aprile 1942) è stato un nuotatore danese.
Partecipò alle gare di nuoto dei Olimpiadi estive di Atene del 1906, gareggiando nelle gare dei 400m stile libero, partecipando alla finale, senza vincere alcuna medaglia, e del miglio stile libero, piazzandosi undicesimo, nuotando in 38'24"0.
Due anni dopo, prese parte alle gare di nuoto dei Olimpiadi estive di Londra del 1908, gareggiando nelle gare dei 100m stile libero, venendo eliminato al primo turno, dei 400m stile libero, venendo eliminato anche in questa gara al primo turno, e della staffetta 4x200 metri stile libero, con la squadra danese, arrivando seconda al primo turno, con un tempo totale di 12'53"0, senza qualificarsi per la finale.